# Berberis francisci-ferdinandi
Berberis francisci-ferdinandi är en berberisväxtart som beskrevs av Camillo Karl Schneider. Berberis francisci-ferdinandi ingår i släktet berberisar, och familjen berberisväxter. Inga underarter finns listade i Catalogue of Life.

## Bildgalleri

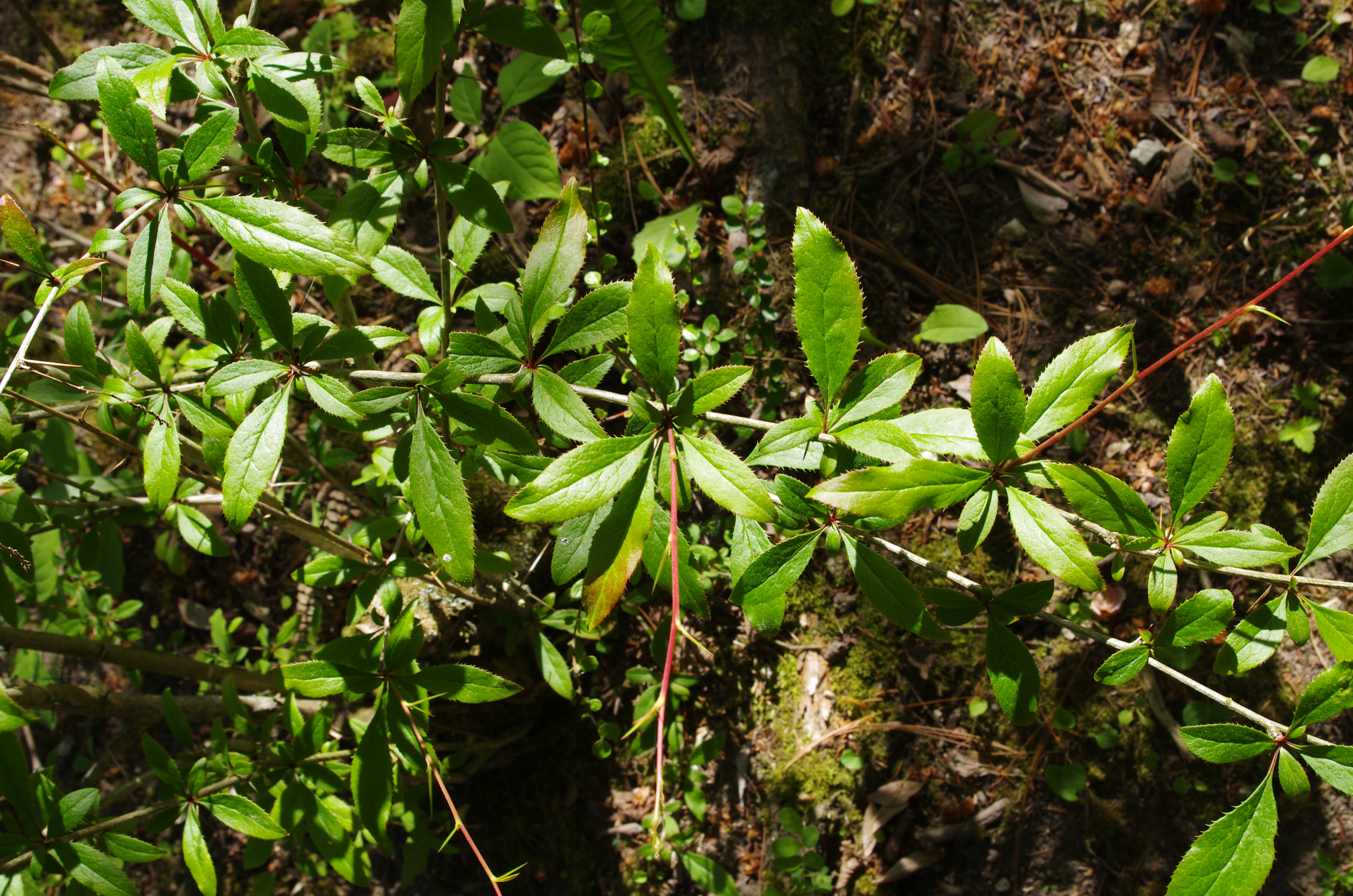
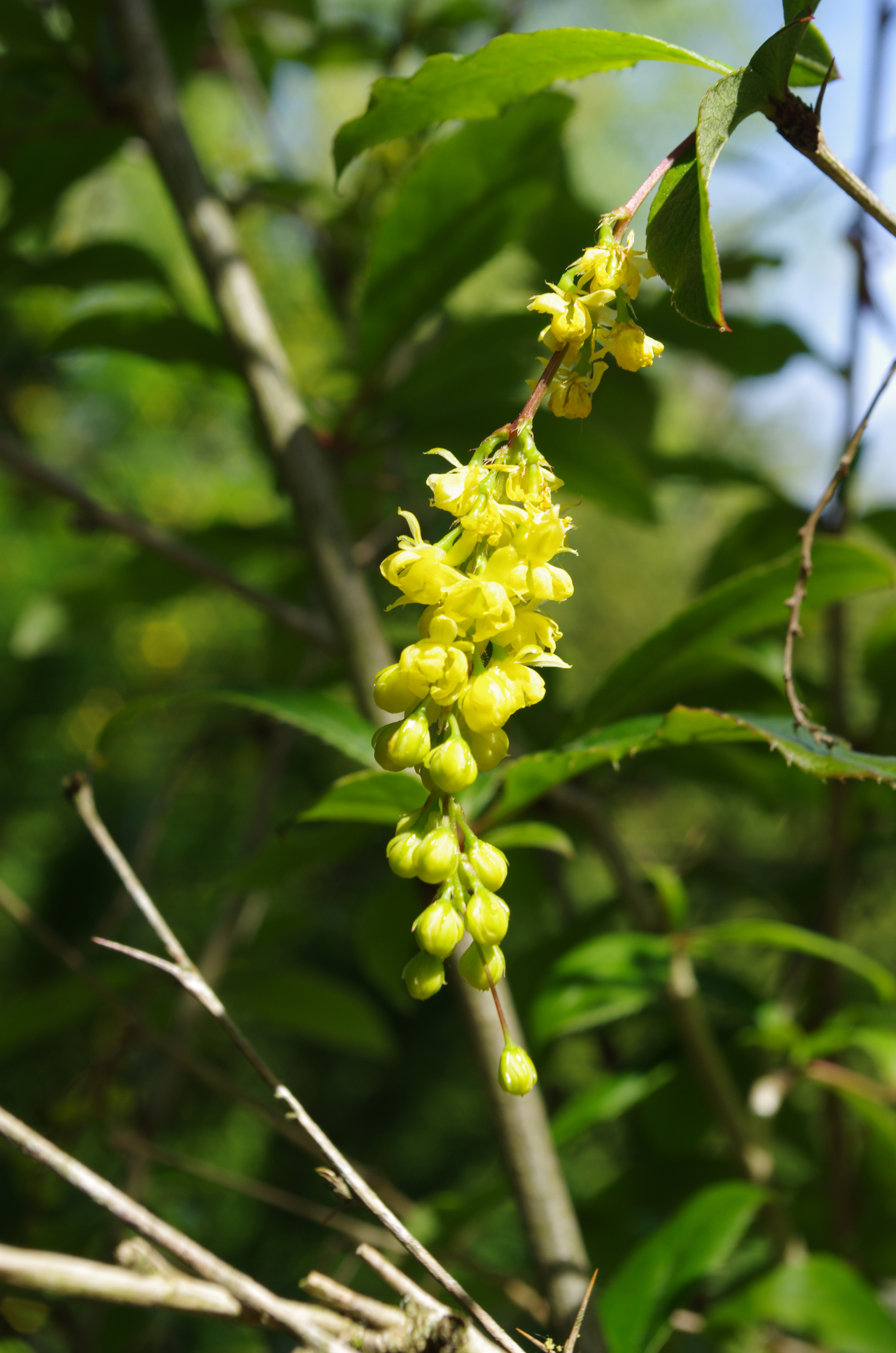
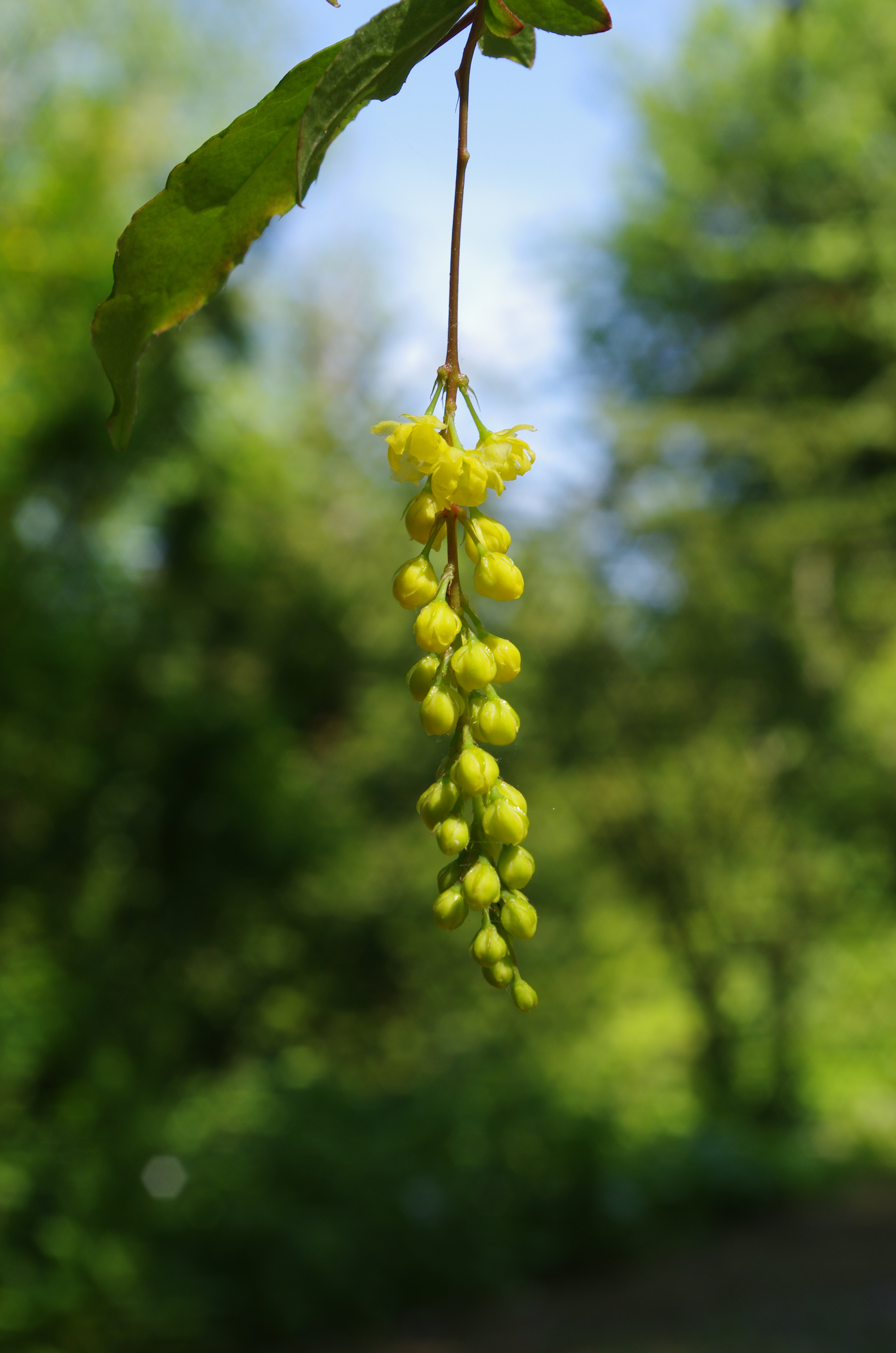
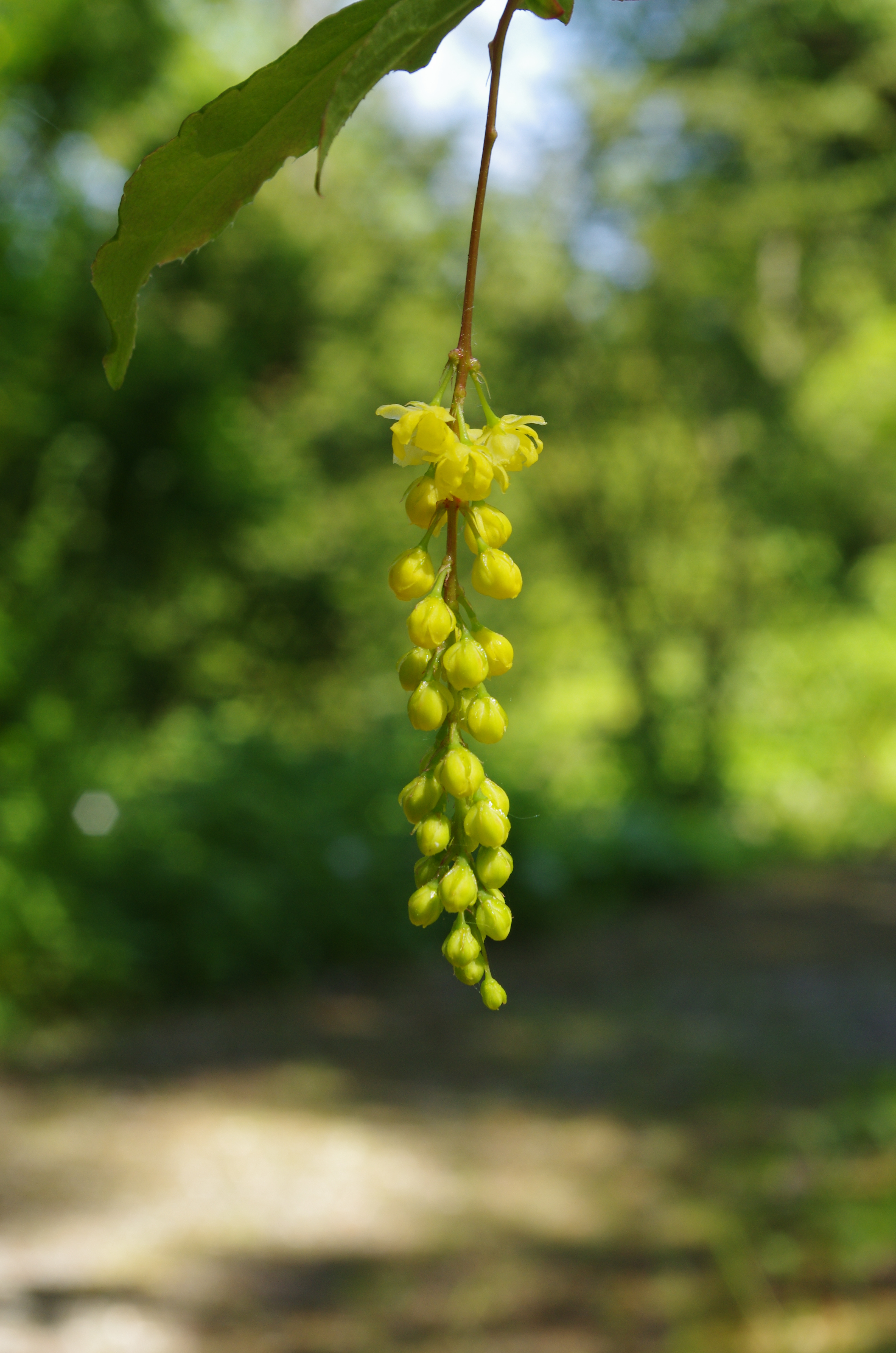